# Christensen
| Drenge- | Drenge-   | Pige- | Pige-    | Efter- | Efter-      |
| ------- | --------- | ----- | -------- | ------ | ----------- |
| 1       | Peter     | 1     | Anne     | 1      | Nielsen     |
| 2       | Michael   | 2     | Mette    | 2      | Jensen      |
| 3       | Lars      | 3     | Kirsten  | 3      | Hansen      |
| 4       | Jens      | 4     | Hanne    | 4      | Andersen    |
| 5       | Thomas    | 5     | Anna     | 5      | Pedersen    |
| 6       | Henrik    | 6     | Helle    | 6      | Christensen |
| 7       | Søren     | 7     | Maria    | 7      | Larsen      |
| 8       | Christian | 8     | Susanne  | 8      | Sørensen    |
| 9       | Martin    | 9     | Lene     | 9      | Rasmussen   |
| 10      | Jan       | 10    | Marianne | 10     | Jørgensen   |

Christensen er et af Danmarks mest populære efternavne og betyder "søn af Christen". Hvis man medregner formerne Christiansen, Kristensen og Kristiansen bærer over 215.000 danskere navnet ifølge Danmarks Statistik.

## Kendte personer med navnet
- Anders Bondo Christensen, dansk lærer og fagforeningsformand
- Anita Christensen, dansk bokser
- B.S. Christiansen, dansk elitesoldat, teambuilder og forfatter
- Bent Christensen, dansk filminstruktør
- Bent Christensen Arensøe, dansk fodboldspiller og -træner
- Bernhard Christensen, dansk komponist, organist og musikpædagog
- Bjørn Kristensen, dansk fodboldspiller
- Carina Christensen, dansk politiker og minister
- Casper Christensen, dansk komiker
- Christian Christensen, dansk bokser
- Emil Hass Christensen, dansk skuespiller og instruktør
- Evald Tang Kristensen, dansk folkemindesamler
- Godtfred Kirk Christiansen, dansk virksomhedsleder
- Hans Kristensen, dansk filminstruktør
- Hayden Christensen, canadisk skuespiller
- Helena Christensen, dansk model
- Henning Kristiansen, dansk filmfotograf
- Henrik Dam Kristensen, dansk politiker og minister
- Ib Christensen, dansk politiker og partileder
- Inger Christensen, dansk forfatter
- Ingrid Kristiansen, norsk løber
- Isabell Kristensen, dansk modeskaber
- Jan Kristiansen, dansk fodboldspiller
- I.C. Christensen, dansk statsminister
- Jesper Christensen, dansk skuespiller
- Jesper Christiansen, dansk fodboldspiller
- Knud Kristensen, dansk statsminister
- Lars Christiansen, dansk håndboldspiller
- Lars Saabye Christensen, norsk forfatter
- Martha Christensen, dansk forfatter
- Michael Christiansen, dansk jurist og teaterchef
- Morten Stig Christensen, dansk håndboldforbundsdirektør, tidligere håndboldspiller og tv-chef
- Ole Kirk Christiansen, dansk grundlægger af LEGO
- Pernille Fischer Christensen, dansk filminstruktør
- Preben Kristensen, dansk skuespiller
- Reimer Bo Christensen, dansk journalist
- Rune Kristensen, dansk konservativ politiker.
- Thorkil Kristensen, dansk nationaløkonom og minster
- Tim Christensen, dansk musiker og komponist
- Tom Kristensen, dansk forfatter
- Tom Kristensen, dansk racerkører